# Justicia chaetocephala
Justicia chaetocephala là một loài thực vật có hoa trong họ Ô rô. Loài này được (Mildbr.) Leonard mô tả khoa học đầu tiên năm 1958.